# NGC 7363
NGC 7363 is een balkspiraalstelsel in het sterrenbeeld Pegasus. Het hemelobject werd op 27 augustus 1865 ontdekt door de Duits-Deense astronoom Heinrich Louis d'Arrest.

## Synoniemen
- MCG 6-49-78
- ZWG 514.102
- IRAS 22409+3344
- PGC 69580